# À travers Lausanne
À travers Lausanne war ein jährlich stattfindendes Strassenradrennen in der Region Lausanne, Schweiz. Von 1925 bis 1967 und 1996, 1999 und 2001 wurde es als Eintagesrennen ausgetragen. Ab 1968 wurde das Rennen über zwei Etappen, ein Einzelzeitfahren und ein Bergrennen, ausgetragen.

## Ergebnisse
| Jahr      | Sieger              | Zweiter                | Dritter                 |
| --------- | ------------------- | ---------------------- | ----------------------- |
| 1940      | Ferdi Kübler        | Emile Vaucher          | Robert Lang             |
| 1941      | Ferdi Kübler        | Ernest Kuhn            | Hans Knecht             |
| 1942      | Ferdi Kübler        | Kurt Zaugg             | Alfred Vock             |
| 1943      | Hans Knecht         | Alfred Vock            | Ernest Kuhn             |
| 1944      | Louis Garzoli       | Gottfried Weilenmann   | Alberto Boffa           |
| 1945      | Ferdi Kübler        | Gottfried Weilenmann   | Fermo Camellini         |
| 1946      | Fermo Camellini     | Paul Giacomini         | Jean de Gribaldy        |
| 1947      | Fausto Coppi        | Fermo Camellini        | Fritz Schär             |
| 1948      | Jean Robic          | Paul Giacomini         | Jean de Gribaldy        |
| 1949      | Fritz Schär         | Jean de Gribaldy       | Lucien Lazaridès        |
| 1950–1966 | Keine Austragung    | Keine Austragung       | Keine Austragung        |
| 1967      | Raymond Poulidor    | Eddy Merckx            | Julio Jiménez           |
| 1968      | Eddy Merckx         | Felice Gimondi         | Raymond Poulidor        |
| 1969      | Herman Van Springel | Martin Van Den Bossche | Franco Bitossi          |
| 1970      | Eddy Merckx         | Raymond Poulidor       | Gianni Motta            |
| 1971      | Luis Ocaña          | Eddy Merckx            | Joaquim Agostinho       |
| 1972      | Eddy Merckx         | Bernard Thévenet       | Joop Zoetemelk          |
| 1973      | Eddy Merckx         | Felice Gimondi         | Raymond Poulidor        |
| 1974      | Giuseppe Perletto   | Felice Gimondi         | Wladimiro Panizza       |
| 1975      | Joop Zoetemelk      | Eddy Merckx            | Giuseppe Perletto       |
| 1976      | Joop Zoetemelk      | Bernard Thévenet       | Willi Lienhard          |
| 1977      | Joop Zoetemelk      | Johan De Muynck        | Bernard Thévenet        |
| 1978      | Joop Zoetemelk      | Bernard Hinault        | Giuseppe Perletto       |
| 1979      | Joop Zoetemelk      | Gottfried Schmutz      | Bernard Hinault         |
| 1980      | Gottfried Schmutz   | Stefan Mutter          | Gilbert Duclos-Lassalle |
| 1981–1995 | Keine Austragung    | Keine Austragung       | Keine Austragung        |
| 1996      | Tony Rominger       | Oscar Camenzind        | Laurent Dufaux          |
| 1997      | Laurent Dufaux      | Marco Pantani          | Beat Zberg              |
| 1998      | Marco Pantani       | Bobby Julich           | Pascal Richard          |
| 1999      | Alex Zülle          | Laurent Dufaux         | Stefano Garzelli        |
| 2000      | Daniel Schnider     | Oscar Camenzind        | Laurent Dufaux          |
| 2001      | Cadel Evans         | José Luis Rubiera      | Laurent Dufaux          |